# Калиновка (Каргапольский район)
Калиновка — упразднённая деревня в Каргапольском районе Курганской области России. На момент упразднения входила в состав Тагильского сельсовета. Упразднена в 1970 году.

## География
Деревня находилась на северо-западе Курганской области, в пределах юго-западной части Западно-Сибирской равнины, в лесостепной зоне, в истоке реки Калиновка (приток реки Табарка), на расстоянии примерно 4,5 км к востоку-юго-востоку от посёлка Ключи.

### Климат
Климат характеризуется как резко континентальный, с холодной продолжительной малоснежной зимой и тёплым сухим летом. Среднегодовая температура — 1 °C. Средняя температура воздуха самого холодного месяца (января) составляет −17,4 °C (абсолютный минимум — −46 °С); самого тёплого месяца (июля) — 18,4 °C (абсолютный максимум — 39 °С). Безморозный период длится 120 дней. Годовое количество атмосферных осадков — 382 мм, из которых 287 мм выпадает в период с апреля по октябрь. Продолжительность периода с устойчивым снежным покровом равна 161 дню.

## История
До 1919 года в Каргапольской волости Челябинского уезда. По данным на 1926 год деревня состояла из 32 хозяйств. В административном отношении сходила в состав Тамакульского сельсовета Каргапольского района Шадринского округа Уральской области.
В 1930-е годы в деревне образован колхоз «Калиновка». С 1950 года отделение укрупненного колхоза имени Андреева (с 1957 года колхоз «Искра»), а с 1963 года отделение укрупненного колхоза имени Чапаева.
С 1969 года в Тагильском сельсовете.
Решением Курганского облисполкома № 291 от 29.07.1970 года деревня Калиновка исключена из учётных данных как сселившаяся.

## Население
По данным переписи 1926 года в деревне проживало 138 человек (55 мужчин и 83 женщины), из которых русские составляли 100 % населения.